# Villa Widmann-Foscari

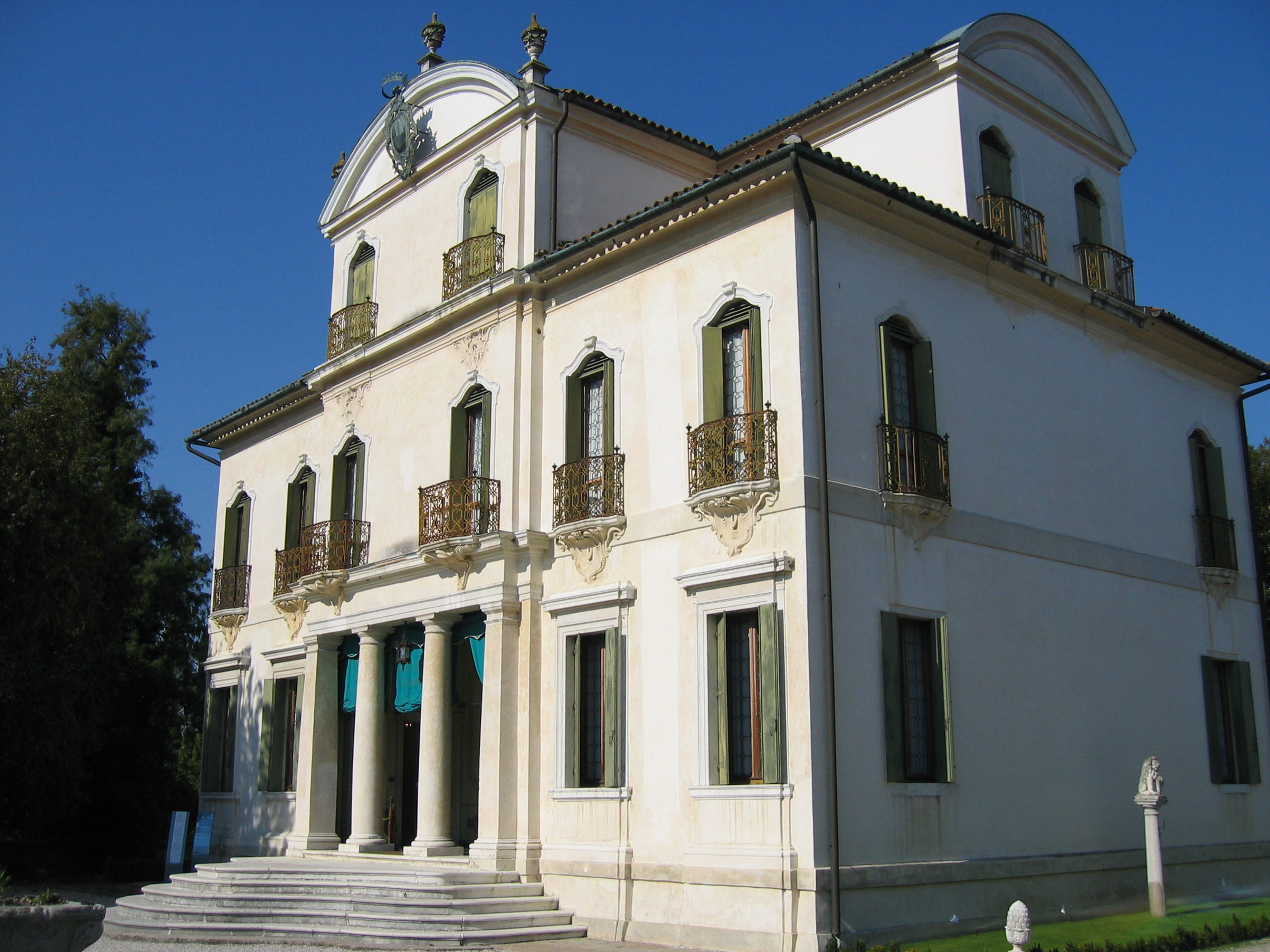
Villa Widmann-Foscari

Villa Widmann-Foscari is gelegen langs het Brentakanaal bij Mira en is een van de drie villa's langs dit kanaal die nog voor publiek toegankelijk zijn. De andere zijn: Villa Foscari in Malcontenta en Villa Pisani in Stra.
Het paleis van Widmann is goed gelegen in het centrum van Bagnoli. De villa die aan Baldassarre Longhena wordt toegeschreven, werd gemaakt volgens het concept van de familie Widmann. Het interieur van deze villa uit 1719 is versierd in de Franse rococostijl.